# أندريه بي. رومان
أندريه بي. رومان (بالإنجليزية: Andre B. Roman)‏ هو سياسي أمريكي، ولد في 5 مارس 1795 في أوبلوساس في الولايات المتحدة، وتوفي في 26 يناير 1866 في نيو أورلينز في الولايات المتحدة. حزبياً، نشط في حزب اليمين. وقد انتخب حاكم لويزيانا ‏ (4 فبراير 1839 – 30 يناير 1843) وانتخب حاكم لويزيانا ‏ (31 يناير 1831 – 4 فبراير 1835) وانتخب عضو مجلس نواب لويزيانا.